# 2018年11月以巴衝突
2018年11月11日，以色列軍人闖入加薩走廊南部的汗尤尼斯進行一項秘密行動時與哈瑪斯下屬的軍事組織卡桑旅交火，造成七名巴勒斯坦人與一名以色列人陣亡，另有六名巴勒斯坦人與一名以色列人受傷。隨後哈瑪斯從加薩走廊向以色列發射多枚火箭與飛彈，以色列亦出動坦克還擊，造成更多人死傷。

## 衝突經過
據卡桑旅與目擊者表示，當時以色列軍人駕駛一輛民用車輛（有部分人員喬裝成女人），越境進入加薩走廊境內3公里處，當地卡桑旅的軍官努爾·巴拉卡（Nour Baraka）將他們攔下並要求查看證件時，以色列軍人便用無聲手槍將其擊斃，哈瑪斯的武裝人員追擊該車輛至一個停有以軍直升機的橄欖樹林中，以方的人員搭乘直昇機撤離。在追擊的過程中，以色列戰機與哈瑪斯人員交火，以掩護撤退的車輛，共造成六名巴勒斯坦人與一名以色列人陣亡。陣亡的七名巴勒斯坦人中，有六名是哈瑪斯的成員，另一名則屬人民抵抗委員會下屬的軍事組織納賽爾·薩拉丁旅。
以色列國防軍駁斥了其有一名軍人被哈瑪斯綁架的謠言，但尚未對此事做出詳細回應，僅表示這起秘密行動目的為加強以色列的國家安全，而非擊殺或綁架恐怖分子，國防軍軍官加迪·艾森科特表示這是一起對以色列的安全意義重大的行動。

## 後續交火
衝突發生後，哈瑪斯由加薩走廊向以色列發射了17枚火箭，其中有3枚被攔截，有一枚火箭命中以色列南部城市亞實基倫的一座民宅，造成一人喪生，兩人重傷。因應與哈瑪斯的交火，以色列當局修改了本-古里安國際機場飛機的降落路線，接近加薩走廊的城鎮於週一（11月12日）上午停課，並建議農夫避免到田裡工作。
11月12日，據以色列方的消息，至少有300枚飛彈從加薩走廊發射至以色列，其中有60枚為鐵穹防禦系統所攔截，其他飛彈則大多數落於無人處而沒有造成傷亡，但有一枚反坦克飛彈命中了一輛載運軍人的巴士，造成一名19歲的以色列軍人重傷。據巴勒斯坦方的消息，以色列的坦克向加薩走廊開火，造成三名巴勒斯坦人遇害，另有九人受傷，解放巴勒斯坦人民阵线表示陣亡的三人中有兩人是其成員，另一人則是巴勒斯坦伊斯兰圣战运动的成員。以色列的空襲摧毀了哈瑪斯的阿克萨电视台。
11月13日，有三名巴勒斯坦人死於以色列的空襲中，另有三人受傷。
11月14日，加薩走廊北部一名20歲的漁夫在邊界附近被以色列國防軍殺害，當地消息指出他死於腹部中彈，以色列軍方消息則表示當時他正向隔離牆走去，因而依軍方作業程序對其射擊。